# 562008 Samtackeff
562008 Samtackeff este o planetă minoră (asteroid) din centura de asteroizi. A fost descoperită pe 9 octombrie 2004 la Observatorul Național Kitt Peak de Spacewatch. 
Obiectul prezintă o orbită caracterizată de o semiaxă mare de 2,3326535673751 UAi, o excentricitate de 0,13613001707828, o înclinație de 6,3033132714718 ° în raport cu ecliptica.